# Вајнинг (Минесота)
Вајнинг (енгл. Vining) град је у америчкој савезној држави Минесота.

## Демографија
По попису из 2010. године број становника је 78, што је 10 (14,7%) становника више него 2000. године.
| Група             | 2000.      | 2010.      |
| Белци             | 65 (95,6%) | 70 (89,7%) |
| Афроамериканци    | 0 (0,0%)   | 0 (0,0%)   |
| Азијати           | 0 (0,0%)   | 0 (0,0%)   |
| Хиспаноамериканци | 0 (0,0%)   | 1 (1,3%)   |
| Укупно            | 68         | 78         |